# Sunset on the Golden Age
Albums de Alestorm
Back Through Time
(2011) No Grave But The Sea
(2017)
Sunset on the Golden Age est le quatrième album du groupe de power metal écossais Alestorm. Il est sorti le 1er août 2014 sous le label Napalm Records. C'est le premier album du groupe dans lequel Elliot Vernon joue en tant que claviériste.

## Composition du groupe

### Alestorm
- Christopher Bowes - Clavier et Chant
- Dani Evans - Guitare
- Gareth Murdock - Basse
- Peter Alcorn - Batterie
- Elliot Vernon - Clavier

### Artistes ayant contribué
- Hildegard Niebuhr - Violon
- Tobias Hain - Trompette
- Jonas Dieckmann - Trompette

## Pistes de l'album
1. Walk the Plank (04:07)
2. Drink (03:23)
3. Magnetic North (03:47)
4. 1741 (The Battle of Cartagena) (07:18)
5. Mead from Hell (03:41)
6. Surf Squid Warfare (03:59)
7. Quest for Ships (04:34)
8. Wooden Leg! (02:45)
9. Hangover (Taio Cruz cover) (03:41)
10. Sunset on the Golden Age (11:26)
11. Oceans of Treasure (Japanese bonus track) (04:57)
12. Rumpelkombo (Part III) (Japanese bonus track)	(00:06)

Rumplugged (disque bonus acoustique)
1. Over the Seas (Acoustique)
2. Nancy the Taverne Wench (Acoustique)
3. Keelhauled (Acoustique)
4. The Sunk'n Norwegian (Acoustique)
5. Shipwrecked (Acoustique)
6. Questing Upon the Poop Deck